# Antigoni Roumpesi
Antigoni Roumpesi (grekiska: Αντιγόνη Ρουμπέση), född 19 juli 1983 i Aten, är en grekisk vattenpolospelare. Hon ingick i Greklands landslag vid olympiska sommarspelen 2004 och 2008 samt vid världsmästerskapen i simsport 2011.
Roumpesi tog OS-silver i damernas vattenpoloturnering i samband med de olympiska vattenpolotävlingarna 2004 i Aten. Hennes målsaldo i turneringen var fyra mål. Fyra år senare i Peking slutade Grekland på åttonde plats och Roumpesi gjorde nio mål i turneringen.
Roumpesi gjorde tre mål i VM-finalen mot Kina 2011 i Shanghai. EM-silver tog hon 2010 i Zagreb samt 2012 i Eindhoven.